# Doina Bunea
Doina Bunea este un fost senator român în legislatura 2000-2004 ales în județul Bihor pe listele partidului PSD. Doina Bunea a fost validată ca senator pe data  de 6 septembrie 2004 când l-a înlocuit pe senatorul Teodor Maghiar.